# Croix du XVIe siècle (Grâces)
La croix du XVIe siècle est une croix en pierre située à Grâces en France.

## Localisation
La croix est située sur le territoire de la commune de Grâces, dans le département des Côtes-d'Armor en région Bretagne.

## Historique
Cette croix commémore le décès de Guillaume Le Court, gardien des cordeliers installés à Grâces et maître d'œuvre du nouveau monastère. 
La croix est inscrite au titre des monuments historiques par arrêté du 22 février 1926.

## Galerie

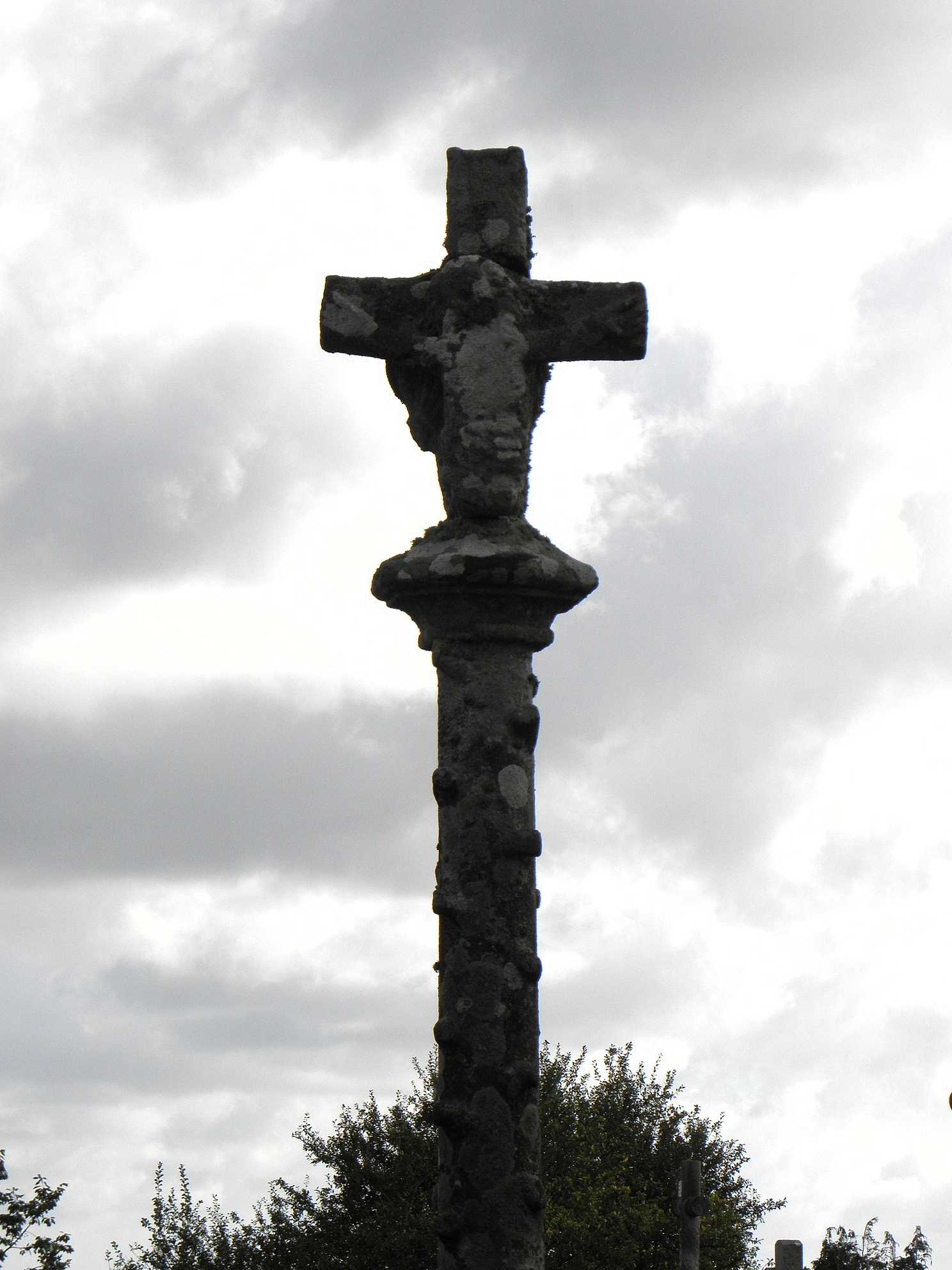
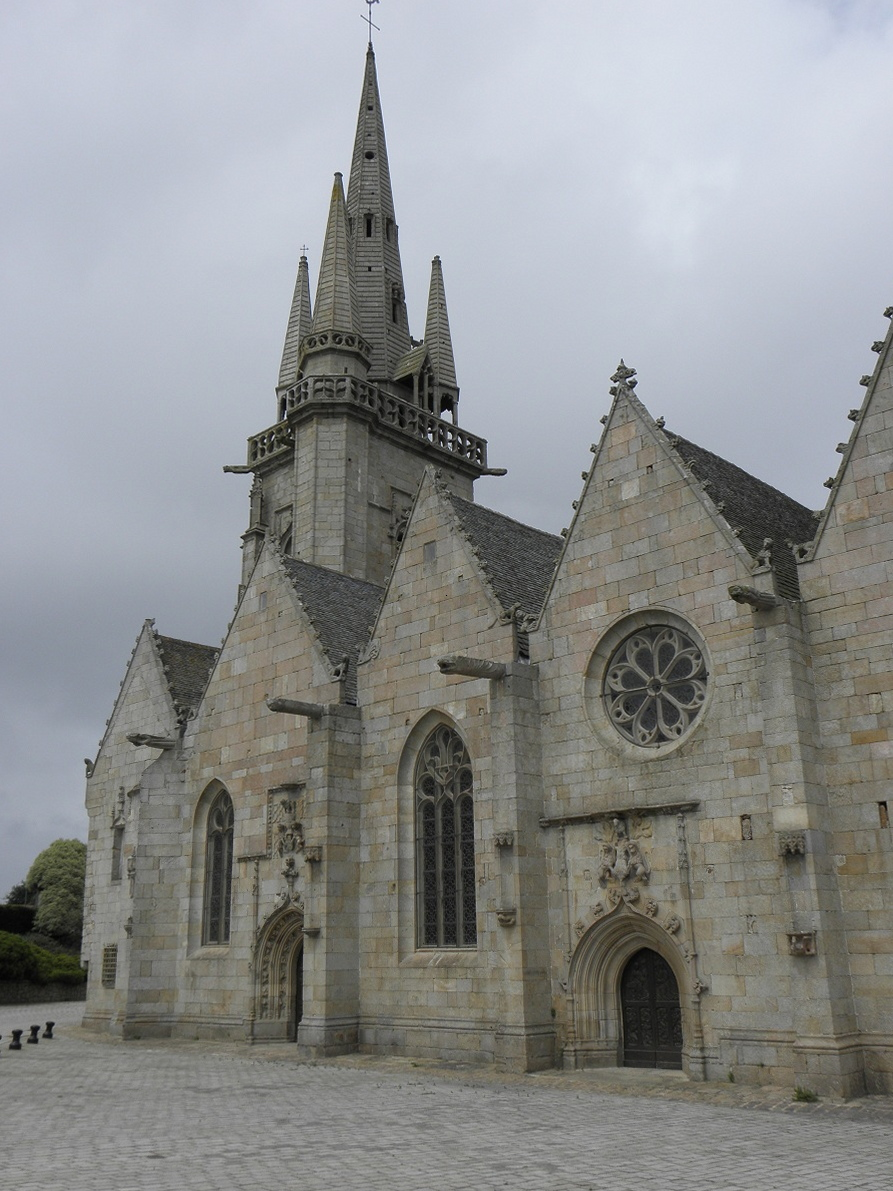